# Église Saint-Martin de Fesmy-le-Sart
L'église Saint-Martin de Fesmy-le-Sart est une église située à Fesmy-le-Sart, en France.

## Localisation
L'église est située sur la commune de Fesmy-le-Sart, dans le département de l'Aisne.